# Нововасилівка (Снігурівська міська громада)
Нововаси́лівка —  село в Україні, у Снігурівській міській громаді Баштанського району Миколаївської області. Населення становить 776 осіб.

## Населення

### Мова
Розподіл населення за рідною мовою за даними перепису 2001 року:
| Мова       | Кількість | Відсоток |
| ---------- | --------- | -------- |
| українська | 755       | 97.29%   |
| російська  | 19        | 2.45%    |
| польська   | 1         | 0.13%    |
| румунська  | 1         | 0.13%    |
| Усього     | 776       | 100%     |